# جويل بيكيت
جويل بيكيت (بالإنجليزية: Joel Beckett)‏ هو ممثل بريطاني، ولد في 27 نوفمبر 1973 في المملكة المتحدة.

## أعمال

### أفلام
- (2005) الشارع الأخضر
- (2017) 6 أيام

## وصلات خارجية
- جويل بيكيت على موقع IMDb (الإنجليزية)
- جويل بيكيت على موقع ألو سيني (الفرنسية)
- جويل بيكيت على موقع أول موفي (الإنجليزية)
- جويل بيكيت على موقع قاعدة بيانات الفيلم (الإنجليزية)
- جويل بيكيت على موقع كينوبويسك (الروسية)